# 点过程
在统计学和概率论中，点过程或点场是随机位于数学空间（例如实数线或欧氏空间）上的数学点的集合。  点过程可用于空间数据分析这在林业、植物生态学、流行病学、地理学、地震学、材料科学、天文学、电信、计算神经科学 、经济学等许多学科中都具有重要意义。
点过程有不同的数学解释，例如解释为一个随机计数测度或一个随机集合。一些作者将点过程和随机过程视为两个不同的对象，认为点过程是一种从随机过程中产生的、或是关联于一个随机过程的随机对象 ——尽管也有人认为点过程与随机过程之间的区别并不明显。另一些人将点过程视为是随机过程的一种，这过程由定义在一个指标空间之上，如实轴或 {\displaystyle n} 维欧几里得空间。点过程理论还研究其他随机过程，如更新过程和计数过程。有时倾向于不使用“点过程”这个术语，因为历史上“过程”这个词用于表示某个系统随时间的演变。因此点过程也称为随机点场。
实轴上的点过程是一个易于研究的重要特例，因为其中的点有一个自然的序，并且整个点过程可以用点之间的（随机）间隔来完全描述。这些点过程经常用于建模一个时间段上的随机事件，比如队列中顾客的到达（排队论）、神经元中的脉冲（计算神经科学）、盖革计数器中的粒子、电信网络中广播电台的位置或万维网上的搜索。

## 点过程的一般理论
在数学中，点过程是一种随机元素，其值取为是集合 {\displaystyle S} 上的“点分布”。在确切的数学定义中，“点分布”是指一个局部有限计数测度，但对于更实际的目的来说，将点分布视为 {\displaystyle S} 的没有极限点的可数子集就足够了。

### 定义
设有一概率空间 {\displaystyle (\Omega ,{\mathcal {F}},P)} ，以及一个局部紧的第二可数豪斯多夫空间 {\displaystyle S} ，而 {\displaystyle {\mathcal {S}}} 是 {\displaystyle S} 的博雷尔σ-代数，从而形成一博雷尔可测空间 {\displaystyle (S,{\mathcal {S}})} 。现在考虑一个整数值的、 {\displaystyle (\Omega ,{\mathcal {F}})} 到 {\displaystyle (S,{\mathcal {S}})} 的局部有限转移核 {\displaystyle \xi } ，即一个满足下列条件的映射 {\displaystyle \zeta :\Omega \times {\mathcal {S}}\mapsto \mathbb {Z} _{+}} ：
1. 给定任意一个样本点 {\displaystyle \omega \in \Omega } ， {\displaystyle \xi (\omega ,\cdot )} 是 {\displaystyle (S,{\mathcal {S}})} 上的局部有限（整数值）测度。
2. 给定任意一个博雷尔集 {\displaystyle B\in {\mathcal {S}}} ， {\displaystyle \xi (\cdot ,B):\Omega \to \mathbb {Z} _{+}} 是 {\displaystyle (\Omega ,{\mathcal {F}},P)} 上的正整数值随机变量 。

这个转移核给出了一个随机测度，即取值为一个测度的随机元素。为此 {\displaystyle \xi } 应视为一个将 {\displaystyle \omega \in \Omega } 映为一个 {\displaystyle \xi _{\omega }\in {\mathcal {M}}({\mathcal {S}})} 的映射（记作 {\displaystyle \Omega \to {\mathcal {M}}({\mathcal {S}})} ），其中 {\displaystyle {\mathcal {M}}({\mathcal {S}})} 是 {\displaystyle S} 上全体局部有限测度所构成的集合。现在，为了使此映射为可测的，需为 {\displaystyle {\mathcal {M}}({\mathcal {S}})} 配备一个σ-代数。这σ-代数被构造为使全体求值映射 {\displaystyle \pi _{B}:\mu \mapsto \mu (B)} 可测的最小σ-代数，其中 {\displaystyle B\in {\mathcal {S}}} 是相对紧的。于是配备σ-代数后的 {\displaystyle {\mathcal {M}}({\mathcal {S}})} 成为可测空间，而 {\displaystyle \xi } 成为一随机元素，对于任一 {\displaystyle \omega \in \Omega } ， {\displaystyle \xi _{\omega }} 都是 {\displaystyle S} 上的一个局部有限测度。
一个 {\displaystyle S} 上的点过程所指的即是一个整数值的随机测度（或者等价地，整数值的转移核） {\displaystyle \xi } 。状态空间 {\displaystyle S} 最常见的例子是欧氏空间 {\displaystyle \mathbb {R} ^{n}} 或其子集，其中一个特别有趣的特殊情况是半实轴 {\displaystyle [0,\infty )} 。然而，点过程并不局限于这些例子，如果这些点本身是 {\displaystyle \mathbb {R} ^{n}} 的紧子集，那么还可以使用其他方法，在这种情况下 {\displaystyle \xi } 通常被称为粒子过程。
点过程这一术语暗示 {\displaystyle \xi } 是一个随机过程，但由于 {\displaystyle S} 可能不是一个带有全序的指标集，这一术语不甚合适。

### 表示
点过程 {\displaystyle \xi } 的每个实例（或事件）都可以表示为
{\displaystyle \xi =\sum _{i=1}^{n}\delta _{X_{i}},}
其中 {\displaystyle \delta } 表示狄拉克测度， {\displaystyle n} 是一个整数值随机变量， {\displaystyle X_{i}} 是取值于 {\displaystyle S} 中的随机元素。如果 {\displaystyle X_{i}} 几乎必然是不同的（或者说，对于所有 {\displaystyle x\in \mathbb {R} ^{d}} 几乎必然有 {\displaystyle \xi (x)\leq 1} ），则该点过程称为简单点过程。
事件（事件空间中的事件，即一系列点）还可用计数记号来表示：每个实例都表示为一个整数值的连续函数 {\displaystyle N:{\mathbb {R} }\rightarrow {\mathbb {Z} _{0}^{+}}} ，其定义为
{\displaystyle N(t_{1},t_{2})=\int _{t_{1}}^{t_{2}}\xi (t)\,dt,}
即观测区间 {\displaystyle (t_{1},t_{2}]} 内的事件数。有时也记作 {\displaystyle N_{t_{1},t_{2}}} 、 {\displaystyle N_{T}} ； {\displaystyle N_{0,T}} 也记作 {\displaystyle N(T)} 。

### 期望测度
一个点过程 {\displaystyle \xi } 的期望测度（也称为平均测度） {\displaystyle E\xi } 是 {\displaystyle S} 上的一个测度，一个博雷尔集 {\displaystyle B} 的期望测度值即是 {\displaystyle \xi } 在 {\displaystyle B} 中的点的数目的期望值，即
{\displaystyle E\xi (B):=E{\bigl (}\xi (B){\bigr )},\quad \forall B\in {\mathcal {B}}.}

### 拉普拉斯泛函
一个点过程 {\displaystyle N} 的拉普拉斯泛函 {\displaystyle \Psi _{N}(f)} 将 {\displaystyle N} 的状态空间上的正值函数 {\displaystyle f} 的集合映射到 {\displaystyle [0,\infty )} ，其定义如下：
{\displaystyle \Psi _{N}(f)=E[\exp(-N(f))]}
它们起着与随机变量的特征函数类似的作用。一个重要定理表明：若两个点过程的拉普拉斯泛函相等，则它们有相同的法则。

### 矩测度
点过程的{\displaystyle n}次幂 {\displaystyle \xi ^{n}} 在积空间 {\displaystyle S^{n}} 上定义如下 ：
{\displaystyle \xi ^{n}(A_{1}\times \cdots \times A_{n})=\prod _{i=1}^{n}\xi (A_{i})}
根据单调类定理，这唯一地定义了 {\displaystyle (S^{n},{\mathcal {B}}(S^{n}))} 上的乘积测度。期望 {\displaystyle E\xi ^{n}(\cdot )} 被称为 {\displaystyle n} 阶矩测度。一阶矩测度即是平均值测度。
设 {\displaystyle S=\mathbb {R} ^{d}} 。点过程 {\displaystyle \xi } 关于勒贝格测度的联合强度是这样一些函数 {\displaystyle \rho ^{(k)}:(\mathbb {R} ^{d})^{k}\to [0,\infty )} ，其对于任何不交的有界博雷尔子集 {\displaystyle B_{1},\ldots ,B_{k}} 满足
{\displaystyle E\left(\prod _{i}\xi (B_{i})\right)=\int _{B_{1}\times \cdots \times B_{k}}\rho ^{(k)}(x_{1},\ldots ,x_{k})\,dx_{1}\cdots dx_{k}.}
对于点过程来说，联合强度并不总是存在。鉴于随机变量的矩在许多情况下可确定该随机变量，因此也希望联合强度也有类似的结果。事实上，已有许多案例表明了这一点。

### 平稳性
一个 {\displaystyle \mathbb {R} ^{d}} 中的点过程 {\displaystyle \xi } 称为是平稳的，若 {\displaystyle \xi +x:=\sum _{i=1}^{N}\delta _{X_{i}+x}} 对于任意 {\displaystyle x\in \mathbb {R} ^{d}} 都与 {\displaystyle \xi } 有相同分布。对于平稳点过程，平均测度即 {\displaystyle E\xi (\cdot )=\lambda \|\cdot \|} ，其中某常数{\displaystyle \lambda \geq 0} 而 {\displaystyle \|\cdot \|} 表示勒贝格测度。这 {\displaystyle \lambda } 称为该点过程的强度。 {\displaystyle \mathbb {R} ^{d}} 上的平稳点过程几乎必然共有 0 个或无穷个点。有关平稳点过程和随机测度的更多信息，请参阅 Daley & Vere-Jones 的第 12 章。点过程的平稳性已在比 {\displaystyle \mathbb {R} ^{d}} 更一般的空间中进行了定义和研究。

## 点过程示例
下文是一些 {\displaystyle \mathbb {R} ^{d}} 中的点过程的例子。

### 泊松点过程
点过程最简单、最普遍的例子是泊松点过程，它是泊松过程的空间推广。实轴上的泊松（计数）过程可以用两个性质来刻画：不相交区间内的点（或事件）的数量是独立的，且它们服从泊松分布。泊松点过程也可以使用这两个性质来定义。也就是说，称一个点过程 {\displaystyle \xi } 为泊松点过程，若以下两个条件成立：
1. 对于不相交的子集 {\displaystyle B_{1},\ldots ,B_{n}} ， {\displaystyle \xi (B_{1}),\ldots ,\xi (B_{n})} 是独立的。
2. 对于任一有界子集 {\displaystyle B} ， {\displaystyle \xi (B)} 服从参数为 {\displaystyle \lambda \|B\|} 的泊松分布，其中 {\displaystyle \|\cdot \|} 表示勒贝格测度。

这两个条件可以结合起来写成如下形式：对于任何不相交的有界子集 {\displaystyle B_{1},\ldots ,B_{n}} 和非负整数 {\displaystyle k_{1},\ldots ,k_{n}} 有
{\displaystyle \Pr[\xi (B_{i})=k_{i},1\leq i\leq n]=\prod _{i}e^{-\lambda \|B_{i}\|}{\frac {(\lambda \|B_{i}\|)^{k_{i}}}{k_{i}!}}.}
常数 {\displaystyle \lambda } 称为泊松点过程的强度。注意泊松点过程可由单个参数 {\displaystyle \lambda } 刻画。这是一个简单且平稳的点过程。更具体地说，上述点过程被称为齐次泊松点过程。非齐次泊松过程仍如上定义，但其中的 {\displaystyle \lambda \|B\|} 换为 {\displaystyle \int _{B}\lambda (x)\,dx} ，这里的 {\displaystyle \lambda } 是一个 {\displaystyle \mathbb {R} ^{d}} 上的非负函数。

### 考克斯点过程
一个考克斯过程（冠名于戴维·科克斯）是对泊松点过程的一种推广，其中的 {\displaystyle \lambda \|B\|} 被换为一个随机测度。更正式地说，设 {\displaystyle \Lambda } 为一个随机测度，其所驱动的考克斯点过程即是满足下列两个性质的点过程 {\displaystyle \xi } ：
1. 给定 {\displaystyle \Lambda (\cdot )} 与任一有界子集 {\displaystyle B} ， {\displaystyle \xi (B)} 服从参数为 {\displaystyle \Lambda (B)} 的泊松分布。
2. 对于有限个任意的不相交子集 {\displaystyle B_{1},\ldots ,B_{n}} ， {\displaystyle \xi (B_{1}),\ldots ,\xi (B_{n})} 关于 {\displaystyle \Lambda (B_{1}),\ldots ,\Lambda (B_{n}),} 是条件独立的。

容易看出，（齐次和非齐次）泊松点过程是考克斯点过程的特例。考克斯点过程的平均测度 {\displaystyle E\xi (\cdot )=E\Lambda (\cdot )} ，这在泊松点过程的特殊情况下就是 {\displaystyle \lambda \|\cdot \|} 。
对于考克斯点过程， {\displaystyle \Lambda (\cdot )} 被称为强度测度。此外，若 {\displaystyle \Lambda (\cdot )} 具有（随机）密度（拉东-尼科迪姆导数） {\displaystyle \lambda (\cdot )} ，也就是说
{\displaystyle \Lambda (B)\,{\stackrel {\text{a.s.}}{=}}\,\int _{B}\lambda (x)\,dx,}
{\displaystyle \lambda (\cdot )} 便称为考克斯点过程的强度场。强度测度或强度场的平稳性意味着相应考克斯点过程的平稳性。
已经对许多特定类的考克斯点过程进行了详细研究，例如：
- 对数-高斯考克斯点过程[16]：{\displaystyle \lambda (y)=\exp(X(y))} ，其中 {\displaystyle X(\cdot )} 是一个高斯随机场。
- 散粒噪声考克斯点过程[17]：{\displaystyle \lambda (y)=\sum _{X\in \Phi }h(X,y)} ，其中 {\displaystyle \Phi (\cdot )} 是一个泊松点过程，而 {\displaystyle h(\cdot ,\cdot )} 是一个转移核。
- 推广的散粒噪声考克斯点过程：{\displaystyle \lambda (y)=\sum _{X\in \Phi }h(X,y)} ，其中 {\displaystyle \Phi (\cdot )} 是一个点过程，而 {\displaystyle h(\cdot ,\cdot )} 是一个转移核。
- 基于莱维的考克斯点过程：{\displaystyle \lambda (y)=\int h(x,y)L(dx)} ，其中 {\displaystyle L(\cdot )} 是一个莱维基，而 {\displaystyle h(\cdot ,\cdot )} 是一个转移核。
- Permanental Cox point processes[18]：{\displaystyle \lambda (y)=X_{1}^{2}(y)+\cdots +X_{k}^{2}(y)} ，其中 {\displaystyle X_{i}(\cdot )} 是 {\displaystyle k} 个独立的高斯随机场。
- Sigmoidal Gaussian Cox point processes[19]：{\displaystyle \lambda (y)=\lambda ^{\star }/(1+\exp(-X(y)))} ，其中 {\displaystyle X(\cdot )} 是一高斯随机场，而随机的[需要解释] {\displaystyle \lambda ^{\star }>0} 。

根据延森不等式，可以验证考克斯点过程满足以下不等式：对于所有有界博雷尔子集 {\displaystyle B} 有
{\displaystyle \operatorname {Var} (\xi (B))\geq \operatorname {Var} (\xi _{\alpha }(B)),}
其中 {\displaystyle \xi _{\alpha }} 表示强度测度 {\displaystyle \alpha (\cdot ):=E\xi (\cdot )=E\Lambda (\cdot )} 的泊松点过程。因此，与泊松点过程相比，考克斯点过程中的点分布具有更大的可变性。这有时被称为考克斯点过程的团聚或吸引性质。

### 行列式点过程
行列式点过程是一类重要的点过程，在物理学、随机矩阵理论和组合数学中都有应用。

### 霍克斯（自激）过程
霍克斯过程{\displaystyle N_{t}} ，又称自激计数过程，是一种简单点过程，其条件强度可以表示为
{\displaystyle {\begin{aligned}\lambda (t)&=\mu (t)+\int _{-\infty }^{t}\nu (t-s)\,dN_{s}\\[5pt]&=\mu (t)+\sum _{T_{k}<t}\nu (t-T_{k})\end{aligned}}}
其中 {\displaystyle \nu :\mathbb {R} ^{+}\rightarrow \mathbb {R} ^{+}} 是一个核函数，表达过去事件 {\displaystyle T_{i}} 对强度过程 {\displaystyle \lambda (t)} 的当前值的正面影响； {\displaystyle \mu (t)} 则是一个（可能非平稳的）函数，表示强度的预期、可预测或确定性的部分，而 {\displaystyle T_{i}\in \mathbb {R} } 是过程中的第  {\displaystyle i} 个事件的发生时间（满足 {\displaystyle T_{i}<T_{i+1}} ）。

### 几何过程
给定一个非负随机变量的序列 {\textstyle \{X_{k},k=1,2,\dots \}} ，若它们是独立的，且对于 {\displaystyle k=1,2,\dots } ， {\displaystyle X_{k}} 的累积分布函数为 {\displaystyle F(a^{k-1}x)} （其中 {\displaystyle a} 是一个正常数），那么 {\displaystyle \{X_{k},k=1,2,\ldots \}} 被称为是一个几何过程（GP）。
几何过程有几种推广，包括α-系列过程和双几何过程。

## 半实轴上的点过程
历史上所研究的第一种点过程是以半实轴 {\displaystyle \mathbb {R} ^{+}=[0,\infty )} 为状态空间的，此状态空间这时往往被解释为时间。这些研究的动机源于对电信系统的建模，其中的点表示随时间发生的事件，例如向电话交换机的发起通话。
{\displaystyle \mathbb {R} ^{+}} 上的点过程通常是通过给出其（随机）事件间的时间间隔的序列 {\displaystyle (T_{1},T_{2},\dots )} 来描述的，实际的事件发生时刻的序列 {\displaystyle (X_{1},X_{2},\dots )} 则可如下得到：
{\displaystyle X_{k}=\sum _{j=1}^{k}T_{j}\quad {\text{for }}k\geq 1.}
如果事件间的时间间隔是独立同分布的，则所得的点过程称为更新过程。

### 点过程的强度
半实轴上的点过程关于滤过 {\displaystyle H_{t}} 的强度 {\displaystyle \lambda (t|H_{t})} 定义为
{\displaystyle \lambda (t\mid H_{t})=\lim _{\Delta t\to 0}{\frac {1}{\Delta t}}\Pr({\text{One event occurs in the time-interval}}\,[t,t+\Delta t]\mid H_{t}),}
{\displaystyle H_{t}} 可以表示时间 {\displaystyle t} 之前的事件点的时间历史，但也可以对应于其他滤过（例如在考克斯过程的情况下）。
使用 {\displaystyle N(t)} 的这种记号，便可写成更紧凑的形式：
{\displaystyle \lambda (t\mid H_{t})=\lim _{\Delta t\to 0}{\frac {1}{\Delta t}}\Pr(N(t+\Delta t)-N(t)=1\mid H_{t}).}
点过程的compensator，也称为对偶可预测投影，是积分后的条件强度函数，定义为
{\displaystyle \Lambda (s,u)=\int _{s}^{u}\lambda (t\mid H_{t})\,\mathrm {d} t}

## 相关函数

### 帕潘杰卢强度函数
{\displaystyle n} 维欧氏空间 {\displaystyle \mathbb {R} ^{n}} 中的点过程 {\displaystyle N} 的帕潘杰卢强度函数定义为
{\displaystyle \lambda _{p}(x)=\lim _{\delta \to 0}{\frac {1}{|B_{\delta }(x)|}}{P}\{{\text{One event occurs in }}\,B_{\delta }(x)\mid \sigma [N(\mathbb {R} ^{n}\setminus B_{\delta }(x))]\},}
其中 {\displaystyle B_{\delta }(x)} 是中心位于 {\displaystyle x} 、半径为 {\displaystyle \delta } 的球，而 {\displaystyle \sigma [N(\mathbb {R} ^{n}\setminus B_{\delta }(x))]} 表示点过程 {\displaystyle N} 在 {\displaystyle B_{\delta }(x)} 外部的信息。

### 似然函数
基于某些观测数据的参数化简单点过程的对数似然函数
{\displaystyle \ln {\mathcal {L}}(N(t)_{t\in [0,T]})=\int _{0}^{T}(1-\lambda (s))\,ds+\int _{0}^{T}\ln \lambda (s)\,dN_{s}}

## 空间统计学中的点过程
{\displaystyle R^{n}} 的紧子集 {\displaystyle S} 中的点分布数据的分析是空间统计学的一个主要研究对象。这样的数据在范围相当广的各种学科中都会出现，包括
- 林业和植物生态学（树木或植物的总体位置）
- 流行病学（受感染者的家庭位置）
- 动物学（动物的洞穴或巢穴）
- 地理（人类定居点、城镇或城市的位置）
- 地震学（震中）
- 材料科学（工业材料中的缺陷位置）
- 天文学（恒星或星系的位置）
- 计算神经科学（神经元的尖端）

使用点过程来建模这些类型的数据的必要性在于它们内禀的空间结构。因此，首个感兴趣的问题通常是给定的数据是否表现出完全的空间随机性（即是否是空间泊松过程的一种实现）、而非表现出空间聚集或空间抑制。
相比之下，经典多元统计中考虑的许多数据集由独立生成的数据点组成，这些数据点可能由一个或多个协变量（通常是非空间的）控制。
除了在空间统计中的应用外，点过程也是随机几何中的基本对象之一。研究还广泛集中于基于点过程建立的各种模型，例如沃罗诺伊镶嵌、随机几何图和布尔模型。

## 备注
1. ↑  In the context of point processes, the term "state space" can mean the space on which the point process is defined such as the real line,[9][10] which corresponds to the index set in stochastic process terminology.